# Convent de la Trinitat
El convent de la Trinitat és un antic cenobi dels trinitaris localitzat a la plaça del mateix nom, de la localitat de Xàtiva, a la comarca de la Costera. És la seu de l'Arxiu Municipal de Xàtiva.

## Història
Data del segle xv, encara que en l'actualitat només es conserva la portada d'estil gòtic flamíger de l'església, que alberga l'Arxiu Municipal. Davant aquesta porta se situa la font de la Trinitat, del segle XIV, la copa del qual està conformada per un prisma octogonal en el qual alternen, gairebé esborrats, els escuts de Xàtiva i del Regne de València.
L'Orde dels Trinitaris va fundar el convent de Xàtiva en 1259 i aquests van desaparèixer en les etapes de 1821 i 1835, en les desamortitzacions eclesiàstiques, destinant-se l'edifici a altres usos. En 1845 l'edifici estava destinat a magatzem i en ell vivien diverses famílies en règim de lloguer. Posteriorment, l'edifici va ser utilitzat per a Casino Republicà, destinació que va tenir fins a 1939, en què va estar confiscat per a altres activitats. Redescoberta la portalada de l'Església en 1979, l'Ajuntament de Xàtiva decideix, per acord de 17 de novembre de 1986, destinar l'edifici a Arxiu Municipal.

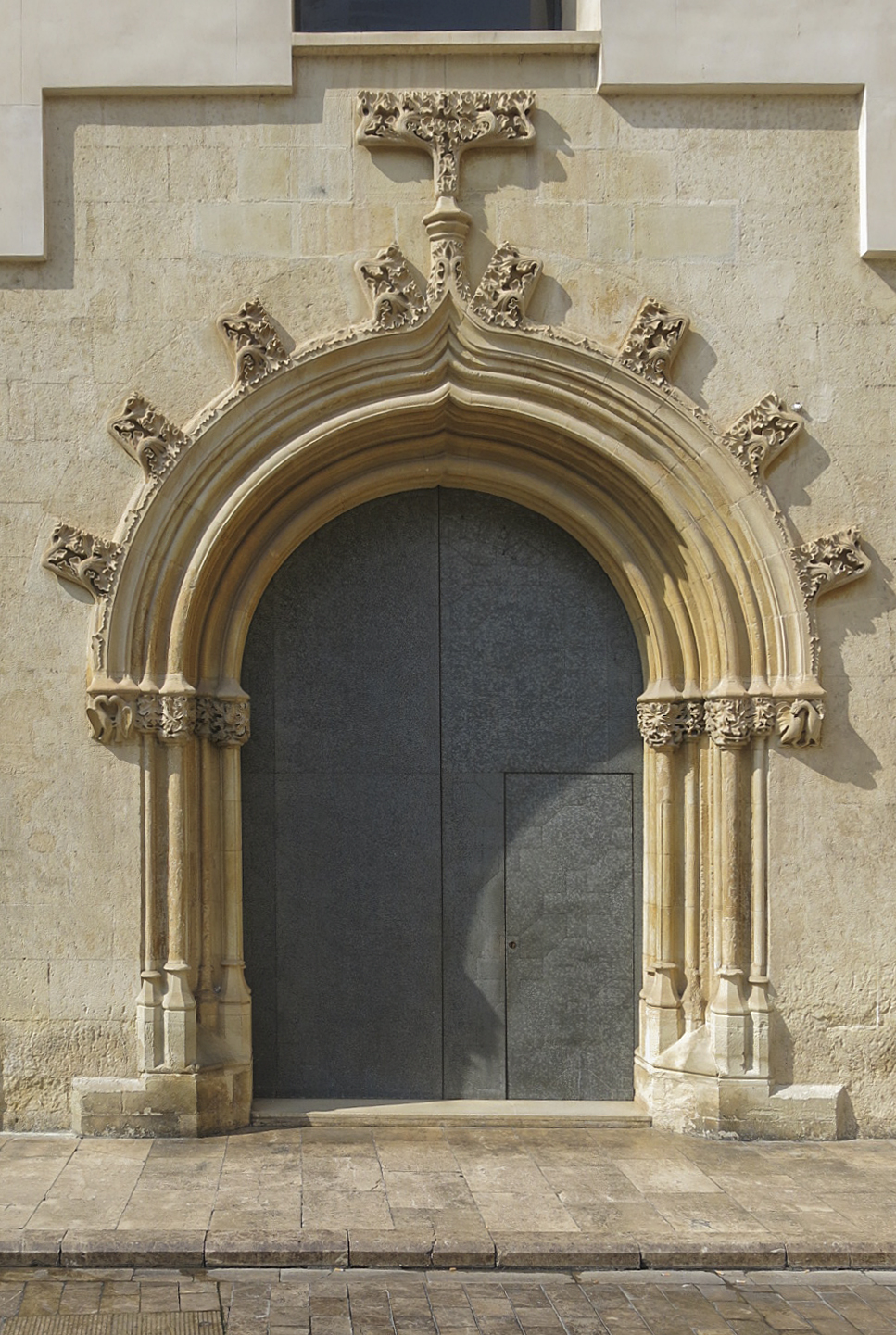
Porta del Convent de la Trinitat
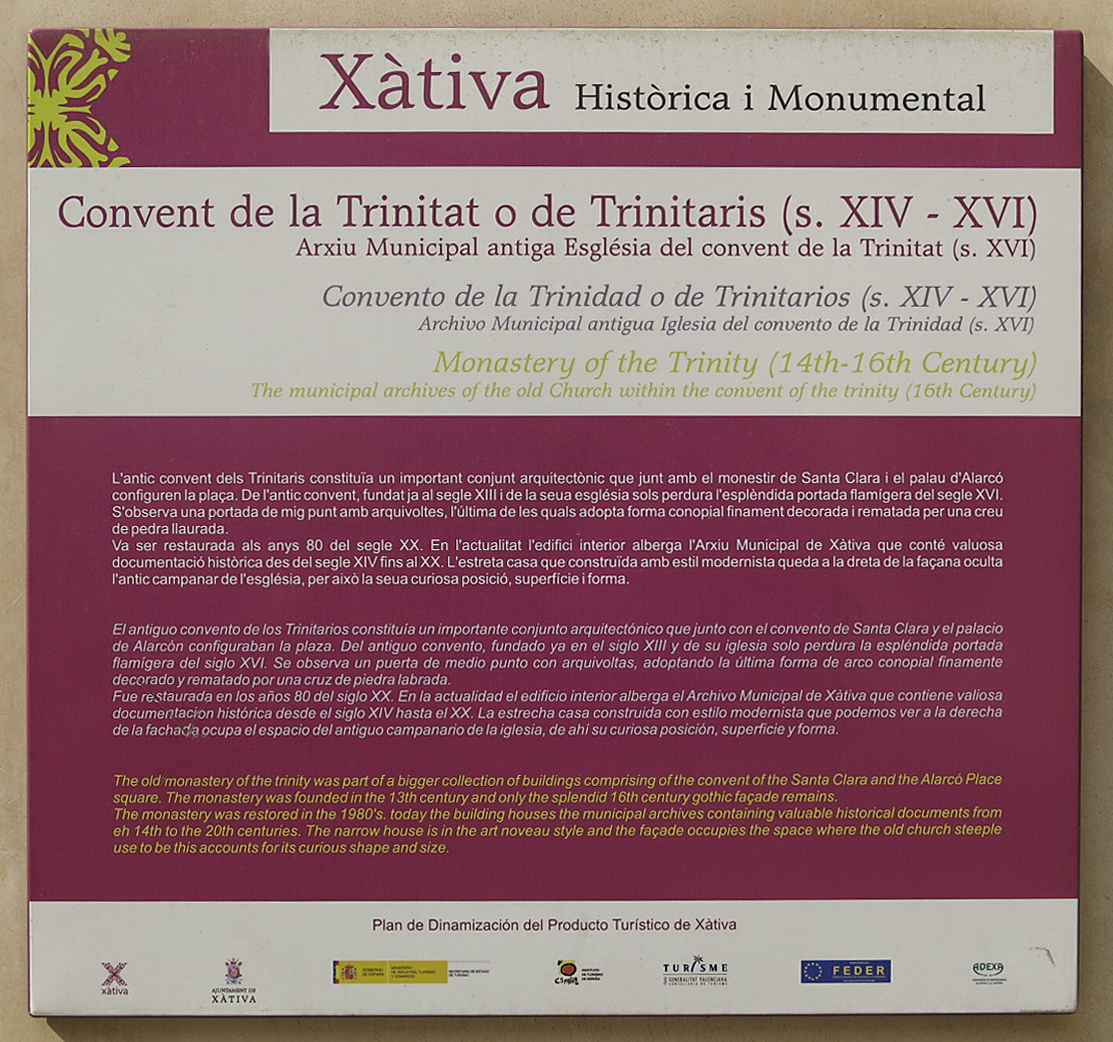
Tauler informatiu